# おカネの切れ目が恋のはじまり
『おカネの切れ目が恋のはじまり』（おカネのきれめがこいのはじまり）は、2020年9月15日から10月6日までTBSテレビ系「火曜ドラマ」枠で放送されたテレビドラマである。略称は「カネ恋」。脚本の大島里美によるオリジナル作品。
主演は松岡茉優。2020年7月18日に死去した三浦春馬の遺作（テレビドラマとしては最後の出演作品）である。
キャッチコピーは「この恋、計算できません。」。

## 企画・制作
「1円まで清く正しく美しく！」というモノや恋に一途で、すべて計算通りの「清貧女子」である九鬼玲子と、「欲しいものには一直線！」というお金を使うことに何の迷いもなく、予定は未定な「浪費男子」である猿渡慶太という金銭感覚が両極端な2人が出会い、ひょんなことから玲子の実家に慶太が住み込んで繰り広げられる“じれキュン”ラブコメディ。1話ごとに玲子が様々な「ほころび」を直していく流れも見所になっており、ドラマ中にはお金に関するミニ知識も差し挟まれている。
最終話放送時は、ツイッターで「＃カネ恋」が日本のトレンド1位になったほか「ドラマ満足度ランキング」で1位を獲得した。

## 三浦春馬死去の影響
先述の三浦春馬の死去を受け、TBSテレビでは本作の今後についての協議を2020年7月20日から実施した。当初は関係者の心理的負担や作品の特性上の問題点を指摘する意見もあり、お蔵入り（放送自体の見送り）も検討されていたが、再三の協議の末「三浦の最後の作品をお蔵入りさせるべきではない」と、三浦の代役は立てずに全8話予定だった物語を4話完結に短縮、台本を練り直すことで決着した。三浦が収録に参加した4話目の途中までのシーンが取り入れられた。
7月31日には放送開始日の決定が発表され、プロデューサーの東仲恵吾は「三浦が演じたこのドラマを観たいという非常に多くの要望を頂いた」とコメントした。予告映像は反響を呼び、YouTubeで瞬く間に再生回数200万回を突破した。
製作サイドは以下のように三浦への追悼メッセージを出している。
- 2020年7月18日死去当日：「（中略）撮影現場ではムードメーカーでいつも現場を明るい笑顔で盛り上げ、大変な時にはそっと手を差し伸べてくれる優しさもある、皆から愛される方でした。スタッフ一同、心よりお悔やみ申し上げます」（公式ツイッターより）[9]
- 初回放送日の9月15日：「（中略）スタッフ一人ひとりにいつも気さくに話しかけてくれた愛くるしい笑顔、役柄を突き詰める真摯な姿勢、誰からも愛された春馬さんの人柄を偲び、謹んで哀悼の意を表します」（同作の公式サイトより）[10]
- 最終回は、フィクションである物語の着地と同時に、三浦故人への追悼と愛惜の情を昇華させるような特別な構成と演出がなされ[11]、最後に笑顔の三浦の映像と共に「春馬くん ずっと大好きだよ キャスト・スタッフ一同」と追悼メッセージが表示された[12][13]。

なお、本来予定されていた全8話のシナリオは、変更前の第4話も含めて、2020年10月20日に発売された公式シナリオブックに収録されている。

## あらすじ
清貧女子の九鬼玲子がずっと欲しかった猿の絵の豆皿を買おうとすると、アロハシャツの男性が先に買ってしまう。その後、社長の御曹司が浪費癖を直すため玲子の勤める経理部に異動となり、玲子は彼の指導係となるが、その御曹司こそ豆皿を購入した猿渡慶太であった。住んでいたマンションも売却された慶太は、玲子の母・九鬼サチが経営する民宿「みずよう館」に転がり込む。玲子は慶太にお小遣い帳を渡し、会社内のお金に関するトラブルをともに解決しながら、慶太にお金の使い方を指導する。徹底した節約でお金を上手に使っているように見えた玲子であったが、実はファイナンシャル・プランナーの早乙女健にたくさんの贈り物をし貢いでいた。
玲子が早乙女に15年も片思いをしていると知った慶太は、二人の仲を進展させようと2人のデートプランを画策する。玲子は早乙女との念願の初デートを楽しんだが、その晩、マスコミが早乙女を取り囲み、早乙女が妻帯者であること・それを隠してセミナーを開催していると直撃取材をしているのを目の当たりにし、知らなかった玲子はショックを受ける。スキャンダルによって仕事を失い、妻にも別れを告げられた失意の早乙女に、玲子は寄り添って想いを告白するが、振られてしまう。玲子は初の失恋に深く傷つき、髪を切るなどするも傷心のどん底にいた。そんな玲子を慶太は必死に慰める。突然の大きな雷が鳴り、驚いた二人はお互いに抱きつく格好になるが、慶太はふと目の前の玲子にキスをしてしまう。玲子は戸惑い、慶太自身も戸惑いからよく眠れない一夜を過ごす。翌日、玲子が起きたときには慶太はおらず、早朝から出かけた様子。
玲子は、遠くに住む父が10年も自分達にお金を送り続けていたことを知り、自らの「ほころび」を直すべく、父に会いに行くことを決意する。慶太のペットであるロボット・猿彦を連れ旅に出るが、玲子に好意を寄せる営業部の板垣純も同行することとなった。伊豆に着いた玲子は父である桃田保男を探し出し、罪悪感を抱くことなく自分の人生を生きてほしいと伝える。
玲子が帰宅するも、まだ慶太は帰っていない。慶太の居候が始まって以来、初めて慶太がいない夜を過ごし、寂しさを感じている自分の気持ちに気づく玲子であった。翌朝、玄関のチャイムの音が鳴り、玄関にかけよった玲子はその人物に微笑みかけた。

## キャスト

### モンキーパス
九鬼玲子（くき れいこ）〈27〉
演 - 松岡茉優（中学生：安藤美優）
都内の中堅玩具メーカー「モンキーパス」に勤務する経理部所属のアラサー女子。鎌倉にある、母・サチが経営する民宿「みずよう館」で親子二人暮らし。お金の使い方にとことんこだわる「清貧女子」。
幼い頃は天才テニス少女と言われ数多くの大会での入賞や海外合宿へ参加する程の腕前だった反面、慶太と同様に金遣いが荒く、欲しいものは何でも買い与えられた。その上、テニスの遠征費等で出費がかさんだ結果、父・保男が会社の金を横領し逮捕、横領したお金は母・サチが親戚や知人に頭を下げ借金して返済した過去を持つ。この事件以降、お金の価値ではなく、愛する“モノ”の本質を大切にしている。
当時、テニススクールの先輩で優しく励ましてくれた早乙女に15年もの間片思いしており、彼の講演会の度に大量の差し入れを渡している。早乙女に振られ髪を切った。
猿渡慶太（さるわたり けいた）〈33〉
演 - 三浦春馬
玩具メーカー・モンキーパスの御曹司でいわゆる「跡取り息子」。小さい頃から母・菜々子に甘やかされ育てられたために金銭感覚が“崩壊”したと言える程に欠如しており、浪費癖が尋常ではない「浪費男子」。その影響で社長である父・富彦の怒りを買い、営業部から経理部に異動させられる。第1話で自宅マンションを解約されたため、みずよう館（＝九鬼家）に転がり込む。
板垣純（いたがき じゅん）〈25〉
演 - 北村匠海
慶太の後輩。営業部。家庭の家計が苦しいうえに自身も大学の奨学金の残債を抱え、25歳にして一家の大黒柱を背負わされている。そのプレッシャーは将来への不安から現在のお金を使うことに恐怖を感じさせ、クーポンやポイントといった節約術に長ける「ドケチ節約男子」へと変貌させた程。しかしその凄まじいドケチぶりが原因で恋愛と節約の両立に苦心しており、デートでもあからさまに節約を模索しては相手の顰蹙を買う、というパターンでの失恋を繰り返している。自分の清貧ぶりと似ている玲子に対して徐々に惹かれている。
スピンオフでは芽衣子からライブ配信アプリを利用した収益化を提案され、失恋のショックを歌にして配信することで収益を得ることをも目論む。
猪ノ口保（いのぐち たもつ）〈35〉
演 - 稲田直樹（アインシュタイン）
経理部。かつては企画部だったが、上司との関係から異動。今は企画部の領収書の不備を指摘することを生き甲斐にしている「粘着男子」。
鶴屋春人（つるや はると）〈38〉
演 - 河井ゆずる（アインシュタイン）
企画開発部。「ルーズな男子」。
鮎川美月（あゆかわ みづき）〈23〉
演 - 中村里帆
経理部。入社1年目の「イマドキ女子」。しばしば先輩らにツッコミを入れる。
鴨志田芽衣子（かもしだ めいこ）〈33〉
演 - ファーストサマーウイカ
入社以来、経理部一筋の「経理部の主」。スピンオフで純にライブ配信アプリでの収益化を提案した当人。本来のシナリオでは、モンキーパスの重大な秘密にかかわる、終盤のキーパーソンだった。
白兎吉明（しらと よしあき）〈51〉
演 - 池田成志（第1話 - 第3話）
経理部長。
鷹野（たかの）
演 - 不明（本来の第2話）
劇中未登場の専務。本来のシナリオでは終盤の展開や鴨志田の過去に大きく関わる重要な人物だったが、脚本変更の影響で登場しなかった。公式シナリオブックで本来は第2話の時点からセリフ付で登場していたことが明らかになっているが、該当シーンは本編に使用されなかった。

### 猿渡家
猿渡富彦（さるわたり とみひこ）〈64〉
演 - 草刈正雄
慶太の父でモンキーパスの2代目社長。息子・慶太の浪費癖に業を煮やして、お金の使い方を勉強させる為に営業部から経理部へ異動させる。自身は現場からの叩き上げであり、妻・菜々子との金銭感覚の違いに長年悩まされている。
各話の導入部とラストでは『方丈記』（玲子の愛読書）の朗読ナレーションをしている。
本来のシナリオでは、劇中で『方丈記』の愛読者だと発覚する描写があったほか、最終的に粉飾決算に加担した罪で逮捕される。
猿渡菜々子（さるわたり ななこ）〈57〉
演 - キムラ緑子
慶太の母でモンキーパス創業者・猿渡慶一郎の娘。お嬢様育ち故に通常の金銭感覚が欠如しており、息子・慶太の金銭感覚が崩壊した元凶。一人っ子である慶太を溺愛しており、何かと慶太に小遣いを渡すが、悪気は全くない。
猿彦
演 - サルー（LOVOT）
慶太のペット。ベースウェアの色はイエロー。
猿之助
演 - サルー（LOVOT）
富彦のペット。ベースウェアの色はブラック。

### 九鬼家（みずよう館）
九鬼サチ（くき さち）〈55〉
演 - 南果歩
玲子の母でみずよう館の経営者。夫（玲子の父）とは物語開始前に離婚している。大らかな性格で、ついつい大盤振る舞いをしてしまう「振るまう女」。慶太程ではないものの娘・玲子の目を盗んでは無駄遣いをする節があり、発覚する度に玲子から注意されるが、癖が直る気配はない。

### その他
早乙女健（さおとめ けん）〈31〉
演 - 三浦翔平（少年時代：桜木雅哉）
公認会計士およびファイナンシャル・プランナー（FP）。玲子の初恋の相手。早乙女クリス健名義で「お金の専門家」としてテレビやラジオに出演することが多く、大学で受け持つ講座も人気を博している「顔面を金に換える男」。玲子とは同じテニススクールの先輩後輩の間柄で、腕前も相当な物。
聖徳まりあ（せいとく まりあ）〈29〉
演 - 星蘭ひとみ（宝塚歌劇団）
慶太の元カノの「投資女子」。アパレルメーカー広報。慶太と別れた後は山鹿と付き合い3年かけて婚約にこぎつける。山鹿との価値観の違いは気づかないふりをしていたが、玲子から「それは埋没費用効果だ」と言われたのをきっかけに婚約を破棄する。
スピンオフではメガネ着用やメイクの変更で変装してライブ配信アプリで恋バナをする一方、板垣の配信を初期から見ていた。
牛島瑠璃（うしじま るり）〈25〉
演 - 大友花恋
早乙女の秘書。玲子の恋敵。「ドライな女子」。
鮫島ひかり（さめじま ひかり）〈18〉
演 - 八木優希（幼少期：吉田帆乃華）
鎌倉のお菓子屋でアルバイトをしている「タダで生きていける女子高生」。慶太が自分の妹だと思い込み（亡き祖父の友人だった富彦が母やひかりに親身になっていたことが勘違いの原因）お小遣いをくれるので、全くの他人であることを秘密にしている。本作で最も金銭感覚がしっかりしている。
本来のシナリオでは、第4話で慶太に真相がバレる展開があった。

### ゲスト

#### 第1話
山鹿眞一郎（やまが しんいちろう）
演 - 梶裕貴（第2話）
赤字事業の「わくわくスポーツランド」のリニューアルを新規提案するベンチャー企業「ディール」の社長。まりあの婚約相手。
羽鳥茂（はとり しげる）
演 - 遠山俊也
モンキーパスの営業部長。娘が会社の販促グッズをネットオークションに出品して小遣い稼ぎをしている。
雑貨屋店主
演 - 安斎肇（第2話）
お菓子屋の買い物客
演 - 信川清順、夏川さつき
そば屋店主
演 - 山﨑崇史
板垣の父
演 - 西森洋一（第2話）
新古河で町工場を営んでいる。
板垣の母
演 - 高井純子（第2話）
板垣の祖母が入院する病院に通いながら、パートで働き家計を支えている。
板垣の弟
演 - 加藤憲史郎（第2話）
民宿「みずよう館」の宿泊客
演 - SAMY POP
情報番組『NICOASA』MC
演 - 登坂淳一（第3話・最終話、第1話は声のみ）
早乙女が出演する情報番組のMC。

#### 第2話
桃田保男（ももた やすお）
演 - 石丸幹二（最終話）
玲子の父でサチの元夫。毎月5万円ずつ10年間仕送りをしている。テニスの才能がある娘・玲子にかかる費用を捻出するため、長年に渡り会社の金を横領し、玲子が中学生の時に逮捕された。この事件によって、玲子の金銭感覚が変貌した。
武内美結（たけうち みゆ）
演 - 岡本莉音
板垣のデート相手。公務員。板垣とのデートで貯めたポイントを自身のプライベートに利用している。
コメンテーター
演 - トミー（水溜りボンド）（第3話）
早乙女が出演する情報番組『NICOASA』のコメンテーター。
沙世
演 - トラウデン直美（第3話）
まりあの後輩。
加奈
演 - 高橋春織（第3話）
まりあの後輩。

#### 第3話
早乙女三智瑠（さおとめ みちる）
演 - 村川絵梨
健の妻。
早乙女蓮（さおとめ れん）
演 - 嶺岸煌桜
健と三智瑠の息子。
江田麻美（えだ まみ）
演 - 二宮芽生
モンキーパスの営業部社員。
岡田（おかだ）
演 - 谷川功
週刊ペッパーズの記者。
弁護士
演 - 住田裕子
早乙女が出演する情報番組『NICOASA』のコメンテーター。
通行人
演 - 松本海希

#### 最終話
和夫（かずお）
演 - 曽我部恵一
ひかりが赤ちゃんの時に離婚して家を出て行った実の父。
山田真哉
演 - 本人
早乙女の代わりに情報番組『NICOASA』のコメンテーターとして出演するようになった会計士。
いかめし屋店員
演 - 賀屋壮也（かが屋）
漁協直売所店員
演 - 千うらら

## スタッフ
- 脚本 - 大島里美
- 音楽 - 大間々昂
- 主題歌 - Mr.Children「turn over?」（TOY'S FACTORY）
- おもちゃ特別協力 - バンダイ、GROOVE X、サンエックス
- 経理監修 - 山田真哉
- 刺繡監修 - 千葉美波子（クロヤギシロヤギ）
- テニス監修 - 杉山愛[21]
- プロデュース - 東仲恵吾
- 演出 - 平野俊一、木村ひさし
- 製作著作 - TBS

## ロケ地
- 甘夏民家（神奈川県鎌倉市長谷）･･･ 玲子と慶太が住む民宿みずよう館[22]。
- 荏原湘南スポーツセンター（神奈川県藤沢市稲荷）･･･ 玲子、慶太、板垣、早乙女、まりあ、山鹿がテニスコンペを開催した場所[22]。
- 鎌倉紅谷 八幡宮前本店（神奈川県鎌倉市雪ノ下）･･･ 玲子が胡桃クッキーを買った店[22]。

## 放送日程
| 話数                                                                          | 放送日   | サブタイトル                     | ラテ欄 | 演出       | 視聴率 |
| ----------------------------------------------------------------------------- | -------- | -------------------------------- | --- | ---------- | ------ |
| 第1話                                                                         | 09月15日 | 私達は日々お金に振り回されている | 清貧女子VS浪費男子! 最悪で最高の出会い!! 夏恋始まる | 平野俊一   | 11.6%  |
| 第2話                                                                         | 09月22日 | その恋、投資する価値アリですか?  | 15年越しの初恋が動き出す!? 時間とおカネをかけた大切な恋の結末とは!?                                                                                    | 平野俊一   | 09.1%  |
| 第3話                                                                         | 09月29日 | 恋の終わり。そして、はじまり     | 初恋相手の最悪なほころび…そして、恋が始まる! 15年越しのデートで起きた涙の結末!! その時、浪費男子が激怒… 一番大切な人は誰ですか?                        | 木村ひさし | 10.4%  |
| 最終話                                                                        | 10月06日 | 過去への旅                       | 二人の恋の結末! 今、あなたに会いたい… それぞれの想いが交差するとき、恋が走り出す! そして、清貧女子が15年間抱え続けた過去のほころびとは!? 感動の最終回! | 平野俊一   | 10.9%  |
| 平均視聴率 10.5% （視聴率はビデオリサーチ調べ、関東地区・世帯・リアルタイム） |          |                                  | |            |        |

- 第1話・最終話は15分拡大（22:00 - 23:12）。

## スピンオフドラマ
『恋の切れ目がおカネのはじまり?』（こいのきれめがおカネのはじまり?）のタイトルで、2020年9月15日から10月6日まで動画配信サービスParaviにて本編終了後に毎週配信。「カネ恋」に対して通称「恋カネ」。北村匠海演じる板垣純が主人公で、ドラマ内では松隈ケンタの書き下ろし楽曲を歌う。終盤の展開は、本来の『カネ恋』最終回の展開が一部流用されていることが、公式シナリオブックから分かる。

### キャスト
- 板垣純（ジュンジュン） - 北村匠海（小学生：加藤憲史郎[18]）
- 聖徳まりあ（りあちゃん） - 星蘭ひとみ（宝塚歌劇団）

### ゲスト
- 板垣の父 - 西森洋一（第1話）
- 深井さとみ - 桜井日奈子[26]（第1話）
- 金巻麗子 - 中村ゆりか[26]（第1話・第3話）
- 武内美結 - 岡本莉音[26]（第2話）

### スタッフ
- 脚本 - ペヤンヌマキ
- 音楽 - 大間々昂
- 劇中歌作曲 - 松隈ケンタ
- ナレーション - キートン山田
- プロデュース - 東仲恵吾
- 演出 - 府川亮介、小牧桜
- 製作著作 - TBS

### 配信リスト
| 話数   | 配信日   | サブタイトル     | 演出     |
| ------ | -------- | ---------------- | -------- |
| 第1話  | 09月15日 | 貧すれば恋する   | 府川亮介 |
| 第2話  | 09月22日 | 恋の上にも三年   | 小牧桜   |
| 第3話  | 09月29日 | 知らぬが恋       | 小牧桜   |
| 最終話 | 10月06日 | 雨降って恋固まる | 府川亮介 |

## 関連商品
映像ソフト
いずれも2021年3月5日発売予定。発売元・TBS、発売協力・TBSグロウディア、販売元・TCエンタテインメント。
- おカネの切れ目が恋のはじまり／Blu-ray BOX（TBSオリジナル特典付）（3枚組〈本編2枚+特典1枚〉、分数未定）
- おカネの切れ目が恋のはじまり／DVD‐BOX（TBSオリジナル特典付）（3枚組〈本編2枚+特典1枚〉、分数未定）

シナリオブック
- おカネの切れ目が恋のはじまり シナリオブック（2020年10月20日発売）KADOKAWA、ISBN 4041109086。

電子書籍
- 漫画：青星早奈、原作：TBSテレビ、大島里美『おカネの切れ目が恋のはじまり』、コミックシーモア〈恋するソワレ〉配信中。ストーリーは、変更前の本来のシナリオに基づいている。